# Anna Maria Porter

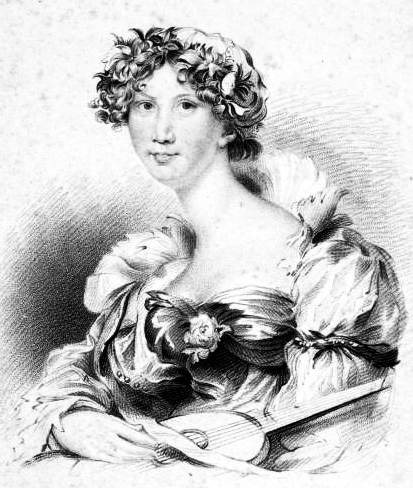
Anna Maria Porter, Zeichnung aus dem The Ladies' Pocket Magazine, 1824

Anna Maria Porter (* 17. Dezember 1778 in Salisbury; † 21. Juni 1832 in Bristol) war eine britische Dichterin und Romanautorin.

## Leben
Porter, die  Maria (ausgesprochen məɾˡaiə) genannt wurde, war die Schwester von Jane Porter und Robert Ker Porter, sie wurde am 25. Dezember 1778 in Salisbury getauft. Ihre Kindheit verbrachte sie in Durham, der Heimatstadt ihrer Mutter. Ihr Vater, William Porter (1735–1779), diente 23 Jahre lang als Armeechirurg und starb, bevor sie ein Jahr alt war. Nach dem Tod ihres Vaters ließ sich ihre Familie in Edinburgh nieder, wo die Porter-Kinder die Charity School besuchten und die Freundschaft von Walter Scott genossen.
Im Alter von 14 Jahren veröffentlichte Porter ihr erstes Buch, Artless Tales. In den 1790er Jahren lebte sie in London und veröffentlichte Gedichte im Universal Magazine. Nach Artless Tales schrieb sie einen Kurzroman mit dem Titel Walsh Colville, der 1797 anonym veröffentlicht wurde. Obwohl ihre Schwester Jane die bekanntere und populärere Schriftstellerin war, war Maria Porter die produktivere. Ihre Schwester sagte über sie, dass „the quickness of her perceptions gave her an almost intuitive knowledge of everything she wished to learn“.
1807 zog die Familie Porter in ein Cottage in Esher, Surrey. Dort verfasste sie The Hungarian Brothers (1807), ein historischer Roman, der in der Zeit der französischen Revolutionskriege spielt, war ein Erfolg und wurde in mehreren Auflagen veröffentlicht.
Porter verfasste 1814 auch die humanitären Tales of Pity on Fishing, Shooting and Hunting und arbeitete mit ihrer Schwester an Sammlungen mit Erzählungen zusammen. Sie war eine der meistveröffentlichten und angesehensten Schriftstellerinnen der Epoche, viele ihrer Werke wurden ins Französische übersetzt, sie veröffentlichte Gedichte und Kurzgeschichten und ließ eine Oper produzieren.
1831 zogen die Schwestern nach London. Porter starb 1832 an Typhus während eines Besuchs im Haus von Mrs. Colonel Booth, einer Freundin ihres Bruders William Ogilvie Porter, in Montpelier, einem Stadtteil von Bristol. Sie wurde auf dem Kirchhof von St. Paul in dieser Stadt beigesetzt. In der Kathedrale von Bristol hängt eine Gedenktsafel für die Geschwister Porter.

## Veröffentlichungen (Auswahl)
- Artless Tales (Band 1, 1793)
- Artless Tales (Band 2, 1795/6)
- Walsh Colville (1797)
- Octavia (1798)
- The Lake of Killarney (1804)
- A Sailor’s Friendship, and a Soldier’s Love (1805)
- The Hungarian Brothers (1807)
- Don Sebastian; or, The House of Braganza (1809)
- Ballad Romances, and Other Poems (1811)
- Tales of Pity on Fishing, Shooting, and Hunting (1814)
- The Recluse of Norway (1814)
- The Knight of St. John (1817)
- The Fast of St. Magdalen (1818)
- The Village of Mariendorpt (1821)
- Roche-Blanche; or, the Hunters of the Pyrenees (1821)
- Honor O’Hara (1826)
- Tales Round a Winter Hearth (1826; in Zusammenarbeit mit Jane Porter)
- Coming Out; and The Field of Forty Footsteps (1828; in Zusammenarbeit mit Jane Porter)
- The Barony (1830)